# マンゴッツフィールド・ユナイテッドFC
マンゴッツフィールド・ユナイテッド・フットボールクラブ（Mangotsfield United Football Club）はイングランド、グロスターシャー、マンゴッツフィールドを本拠地とするサッカークラブチームである。2017-2018シーズンはサザンフットボールリーグ・ディヴィジョン1・サウス&ウェスト（8部相当）に所属。

## タイトル

### 国内タイトル
- サウザンリーグ・ディヴィジョン1・ウェスト:1回

2004-2005
- ウェスタンリーグ・プレミアディヴィジョン:1回

1990-1991
- ウェスタンリーグ・チャレンジカップ:1回

1974-1975

### 国際タイトル
- なし